# Ред Оук
Ред Оук (на английски: Red Oak) е град в Айова, Съединени американски щати, административен център на окръг Монтгомъри. Намира се на 70 km източно от Омаха. Населението му е 5415 души (по приблизителна оценка за 2017 г.).
В Ред Оук е роден астрономът Фред Уипъл (1906 – 2004).